# Международный социально-экологический союз
Междунаро́дный социа́льно-экологи́ческий сою́з, МСоЭС (англ. International Socio-Ecological Union, ISEU, SEU, SEU-International) — общественная экологическая организация. Единственная международная экологическая организация, созданная в СССР. Союз играет весомую роль среди неправительственных экологических организаций, с позиций экологического права, находясь на одном уровне с Гринпис, Всемирным фондом дикой природы, ассоциацией «Международный Зелёный крест», Международным фондом защиты животных и рядом других организаций.

## История
МСоЭС учреждён 24 декабря 1988 года по инициативе лидеров молодёжного экологического движения (прежде всего движения студенческих дружин охраны природы. Святослав Забелин стал координатором студенческого природоохранного движения, которое переросло во всесоюзный, а затем в Международный социально-экологический союз, объединяющий коллективных и индивидуальных членов с целью сохранения многообразия природы и культуры Земли. На рубеже 80-х и 90-х годов союз становится одним из самых массовых и известных экологических движений в СССР. Главная идея создания Союза — собрание, сближение людей, которым не безразличны природа и культура, настоящее и будущее человечества.
Становление международной структуры МСоЭС происходило в связи с распадом СССР. Влияние идеологических установок на общественное мнение достигалось благодаря включению в состав Союза региональных экологических организаций.

«We the Peoples: 50 Communities Awards»

 В 1995 году в связи с 50-летием ООН Союз получил звание «Exemplary community» («Образцовое сообщество»), в числе других 50 сообществ почётного списка (Ouje-Bougoumou, Auroville, Seikatsu Club, Walpole Island First Nation, Findhorn Ecovillage, Chipko Andolan, Aga Khan Rural Support Programme (India), и др.) оказавшись единственным международным объединением. Программа награждения «We the Peoples: 50 Communities Awards» была разработана Нолой-Кейт Сеймоар.
В 1996 году Международным Социально-экологическим Союзом был учреждён Муравьёвский парк.
В конце 2000 года МСоЭС вошёл в коалицию под названием «Народная ассамблея», учредителями которой стали также Международное добровольное историко-просветительское и правозащитное общество «Мемориал», Московская Хельсинкская группа, Центр развития демократии и прав человека, Международная конфедерация обществ потребителей, Общероссийское общественное движение «За здоровую Россию», Союз журналистов России и Фонд защиты гласности. Целью коалиции стало налаживание взаимодействия между организациями разного профиля для решения крупных комплексных задач — например, для организации переговоров между структурами власти и организациями гражданского общества («Народная ассамблея» способствовала внесению изменений в Налоговый кодекс, касающихся работы НКО).
В 2003—2004 гг. Союз был партнёром Международной сети устойчивой энергетики (INFORSE) при осуществлении плана по устойчивой энергетике в России.
Сопредседатель Совета МСоЭС Забелин Святослав Игоревич в октябре 2002 года вошёл в Комиссию по правам человека при Президенте Российской Федерации, в ноябре 2004 года в Совет по правам человека при Президенте Российской федерации.
Для защиты Химкинского леса и других лесных массивов Московского региона Союз вошёл в коалицию НПО «За леса Подмосковья», в составе которой оказались также Движение в защиту Химкинского леса, Гринпис России, Всемирный фонд дикой природы, Союз охраны птиц России, Центр охраны дикой природы.
Международный Социально-экологический Союз стал членом Гражданского форума ЕС — Россия, созданного в 2011 году, а Сергей Симак, представитель Международного Социально-экологического Союза, с марта 2011 года по октябрь 2012 входил в коордианационный совет Гражданского форума ЕС — Россия.
С 2015 года Международный Социально-экологический Союз позиционирует себя как экспертно-просветительское сообщество, объединяя участников из 30 стран.

## Деятельность
МСоЭС представляет собой экологическую сеть, объединяющую экологические организации и отдельных экспертов в различных областях, касающихся охраны и восстановления окружающей среды обитания. Наибольшее внимание среди проблем уделяется экологически безопасной ракетно-космической деятельности, ядерной и радиационной безопасности, здоровью детей, экологическому образованию, влиянию общественности, защите экологических прав, сохранению уникальных природных территорий. Деятельность организации объединила более 10 тысяч человек, при этом в Союзе нет вертикальной структуры власти, координирующие органы не руководят членами, а помогают достигать целей организации, снабжая актуальной информацией. Представительским и координирующим органом МСоЭС является Совет сопредседателей, определяющий стратегию развития организации, её цели и задачи на ближайший период
В сфере международного сотрудничества Союз организует кампании по вопросам окружающей среды, прав человека, биоразнообразия, экологической защиты, энергоэффективности, ядерной энергии и радиоактивного загрязнения, экологического образования. С 2017 года МСоЭС проводит Всероссийскую Кампанию «Просто перестать жечь траву!», посвящённую борьбе с антропогенными причинами лесных пожаров в РФ и поддержанную региональными властями.
Под эгидой МСоЭС выходит ежемесячная газета «Берегиня», распространяющаяся в 65 регионах РФ. «Берегиня» — победитель федерального этапа всероссийского конкурса экологической журналистики и просвещения «Серебряный стриж России — Начни с дома своего» 2017—2018 гг. (второе место в номинации «Очерк»).
МСоЭС и другие экологические объединения приняли участие в работе над книгой «ЯблоковСад. Воспоминания, размышления, прогнозы» памяти Алексея Владимировича Яблокова, в 1997—1999 гг. — сопредседателя Союза. Издание в рамках Федеральной целевой программы «Культура России» рекомендовано Учёным советом биологического факультета МГУ в качестве учебного пособия для студентов-биологов.

## Персоналии
- Забелин С. И. — советский и российский эколог, общественный деятель, лидер природоохранного движения России, один из создателей и многолетний лидер МСоЭС.
- Рудомаха А. В. — общественный деятель, координатор общественной организации «Экологическая Вахта по Северному Кавказу», коллективного члена МСоЭС.
- Фёдоров Л. А. — советский учёный-химик, эколог, доктор химических наук. С 1992 года — активный организатор и участник экологического движения, создатель и руководитель Союза «За химическую безопасность», создатель и координатор программы Союза «Химические загрязнения и химическая безопасность».
- Шапхаев С. Г. — советский и российский учёный, активист-эколог, активный участник акций и кампаний в защиту Байкала, сопредседатель Российского социально-экологического союза, депутат Верховного Совета СССР (1989—1991).
- Шварц Е. А. — российский биолог, биогеограф и эколог, директор по природоохранной политике Всемирного фонда дикой природы (WWF) России, один из создателей и руководителей Центра охраны дикой природы, учреждённого Международным социально-экологическим союзом в 1992 году.
- Яблоков А. В. — советский и российский биолог, общественный и политический деятель. Специалист в области зоологии и общей экологии. Член-корреспондент РАН (1984), доктор биологических наук (1966), профессор (1976), член Совета программы «Ядерная и радиационная безопасность» Международного социально-экологического союза, эксперт кампании МСоЭС «За биобезопасность», почётный председатель Московского общества защиты животных, председатель фракции «Зелёная Россия» партии «Яблоко».